# Хитридиомикоз

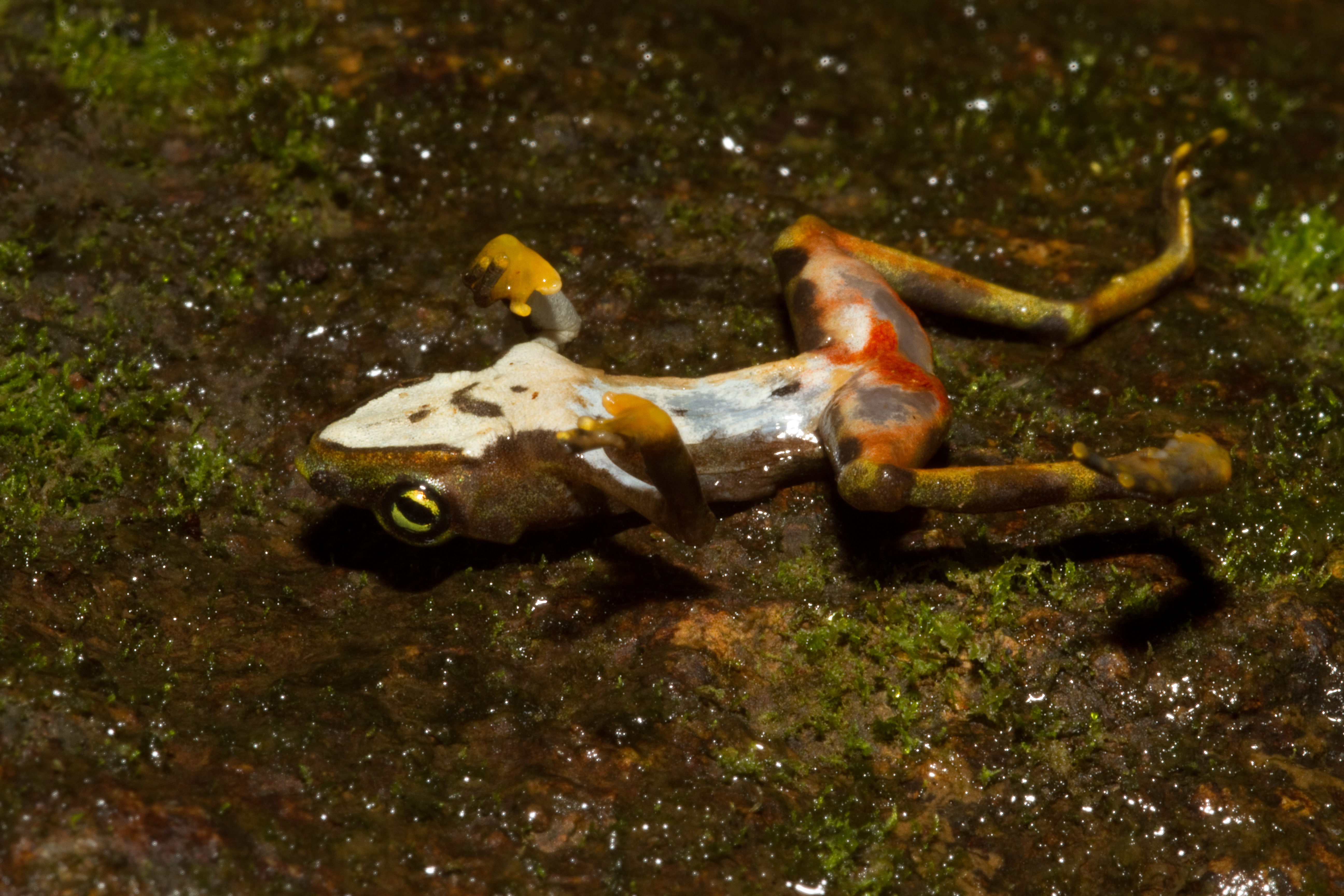
Погибшая от хитридиомикоза лягушка Atelopus limosus в центральной Панаме, видны поражения брюшной стороны

Хитридиомикоз — инфекционное заболевание амфибий, вызываемое хитридиевыми грибками видов Batrachochytrium dendrobatidis и Batrachochytrium salamandrivorans, микроскопическими пресноводными паразитическими негифальными зооспорными кератинофильными грибками.
Поражает кожу взрослых амфибий, блокируя дыхание и поступление в организм воды, которые у земноводных в значительной степени происходят через кожу, и ротовые полости их личинок. Этому заболеванию подвержены земноводные всех трёх отрядов: бесхвостые, хвостатые и безногие.
У заболевших животных наблюдаются различные клинические признаки, основные из которых: покраснение брюшной стороны тела, утолщение и отслоение поверхностного слоя кожи на разных частях тела, небольшие язвы, судороги, разведение в стороны задних конечностей. Инфекция может вызывать единичные случаи гибели в одних популяциях земноводных и 100 %-ную смертность в других. Эффективные меры борьбы в диких популяциях амфибий не разработаны. Существует несколько вариантов борьбы, хотя ни один из них не оказался осуществимым в больших масштабах.
Хитридиомикоз приводит к глобальному сокращению популяций земноводных во всём мире, он затронул около 30 % всех видов земноводных в мире, около 200 видов из-за него оказались на грани исчезновения. Это заболевание привело к резкому сокращению популяций либо даже полному исчезновению множества видов земноводных в западной части Северной, Центральной и Южной Америке, Восточной Австралии, Восточной Африке (Танзания), островах Доминика и Монтсеррат в Карибском море. Риску распространения этого заболевания в ближайшие годы подвержена большая часть Нового Света.
Хитридиомикоз считается самой агрессивной и смертоносной инфекцией из когда-либо поражавших позвоночных, поскольку к нему восприимчиво большое количество видов и огромен урон, наносимый этим заболеванием. Её считают одним из факторов современного шестого массового вымирания. Одной из основных причин распространения этой инфекции по всему миру является международная торговля амфибиями, как декоративными видами, так и употребляемыми в пищу. Хитридиомикоз включён в список инфекций, контролируемых Всемирной организацией по охране здоровья животных.

## История обнаружения
Хитридиомикоз был впервые описан в 1998 году в результате исследований по выявлению причин массовой гибели и резкого сокращения популяций бесхвостых амфибий в горных тропических лесах Австралии и Центральной Америки. Это заболевание стало первым зарегистрированным случаем паразитирования грибков из отдела хитридиомицетов на позвоночных животных.
Впервые грибок из рода Batrachochytrium был обнаружен у бесхвостых земноводных у особи лягушки титикакского свистуна (Telmatobius culeus), пойманной в 1863 году, а у хвостатых амфибий — у японской гигантской саламандры (Andrias japonicus), пойманной в 1902 году. Тем не менее оба обнаруженные в этих случаях штамма грибков не были зарегистрированы как причастные к случаям массовой гибели земноводных.
Более поздним случаем обнаружения инфицированной видом Batrachochytrium dendrobatidis амфибии была особь гладкой шпорцевой лягушки (Xenopus laevis), пойманная в 1938 году. Этот вид лягушек, по-видимому, практически не подвержен данному заболеванию, что делает его переносчиком патогена. Первый надёжный метод тестирования на беременность у человека включал использование этого вида, и в результате более 60 лет назад началась крупномасштабная международная торговля живыми лягушками Xenopus. Если Batrachochytrium происходит из Африки, то гладкая шпорцевая лягушка, вероятно, была первоначальным переносчиком возбудителя хитридиомикоза на этом континенте. Самый ранний подтверждённый случай заболевания хитридиомикозом в Северной Америке был установлен для лягушек Lithobates clamitans, пойманных в 1961 году в Квебеке в Канаде. Позднее, в 1978 году, был зарегистрирован у североамериканской лягушки-быка (Lithobates catesbeianus).
В Европе хитридиомикоз был впервые выявлен в 1997 году в Испании у жабы-повитухи (Alytes obstetricans). В последующие годы область обнаружения Batrachochytrium dendrobatidis расширялась на восток, пока к настоящему времени не достигла Восточной Европы. В 2013 году впервые была подтверждена подверженность заражению этим грибком безногих амфибий: он был выявлен у червяг, пойманных в Африке в Камеруне и Танзании; у нескольких видов из разных родов и семейств безногих земноводных.
В том же 2013 году был впервые обнаружен и описан второй вид грибков рода Batrachochytrium — Batrachochytrium salamandrivorans, вызывающий хитридиомикоз у хвостатых амфибий.
В эпизоотической форме хитридиомикоз был впервые обнаружен в 1993 году у мёртвых и умирающих лягушек в Квинсленде в Австралии. Это заболевание присутствовало в стране, по крайней мере, с 1978 года и широко распространилось по всему континенту. В Австралии грибок был обнаружен в четырёх местах: на восточном побережье, в Аделаиде, на юго-западе Западной Австралии и в Кимберли. Однако, вероятнее всего, он присутствует и в других местах.
Хитридиомикоз был обнаружен также в Африке, Америке, Европе, Новой Зеландии и Океании. В Австралии, Панаме и Новой Зеландии грибок появился внезапно, широко распространяясь и приводя к уменьшению численности лягушек. На Американском континенте он появился в 1987 году в Венесуэле, распространился по всему континенту и проник в Центральную Америку. В 1987 году он был обнаружен также в южной части Центральной Америки, откуда распространился на юг, в то время как с другой стороны туда уже проникал грибок из Южной Америки.
Тем не менее остаётся до конца не выясненным, являются ли хитридиевые грибки рода Batrachochytrium новым, недавно появившимся в вышеупомянутых местах патогеном или в последнее время лишь возросла их вирулентность. Может быть, что эти грибки присутствовали в природе и раньше, а только недавно были обнаружены, потому что стали более вирулентными или более распространёнными в окружающей среде, либо потому, что популяции животных-хозяев стали менее устойчивыми к этой болезни, например, вследствие глобального загрязнения окружающей среды и связанного с этим снижения иммунитета у животных.

## Распространение
В настоящее время эпизоотия хитридиомикоза наиболее распространена в Центральной и Южной Америке, Восточной Австралии, на западе Северной Америки и в Южной Европе. Полный географический ареал хитридиомикоза установить достаточно сложно. Это заболевание присутствует только там, где есть грибки Batrachochytrium dendrobatidis и Batrachochytrium salamandrivorans. Тем не менее в местах наличия этих грибков не всегда отмечаются вспышки заболевания. Причины снижения численности амфибий часто являются неизвестными. Почему некоторые области поражены грибком, а другие нет, также не совсем понятно. Предполагается, что приводить к поражению земноводных грибком в какой-либо конкретной области могут локальные особенности: климат, другие факторы среды обитания и плотность популяции. Следовательно, для установления географического ареала хитридиомикоза необходимо учитывать ареал встречаемости видов рода Batrachochytrium, географический ареал которых охватывает большую часть мира.
Вид Batrachochytrium dendrobatidis обнаружен у более 520 видов амфибий всех трёх отрядов в 56 странах. Он широко распространён в Северной и Южной Америке, где проник во все страны, кроме Гайаны, Гвианы, Парагвая и Суринама, и время от времени обнаруживается в Африке, Европе, Азии и Новой Зеландии. В Африке этот грибок обнаружен, главным образом, в южной части континента — в Габоне, Кении, Конго, Эсватини, Уганде, ЮАР. В то же время в Азии область распространения Batrachochytrium dendrobatidis охватывает всего около 2,35 % территории. Здесь он встречается преимущественно в Юго-Восточной Азии: во Вьетнаме, Лаосе, на западе и в центральной части Индии, в Индонезии (на острове Ява), на юге Китая, Филиппинах, Шри-Ланке, в Южной Корее, Японии и на Малайском полуострове. В Европе этот грибок обнаружен на большей части Западной Европы: в Австрии, Великобритании, Бельгии, Венгрии, Германии, Нидерландах, Греции, Дании, Испании, Италии, Польше, Португалии, Румынии, Словакии, Словении, Финляндии, Франции, Хорватии, Чехии, Швейцарии и Эстонии. В России по состоянию на 2018 год был найден только в Московской области в популяции обыкновенной жабы (Bufo bufo).
Грибок Batrachochytrium dendrobatidis обнаружен в разнообразных местах обитания амфибий в широком диапазоне климатических условий, однако наиболее распространён в относительно прохладных и влажных местообитаниях в горных районах умеренного и тропического поясов. В регионах с высокими температурами и малым количеством осадков этот вид встречается редко. Однако существуют и исключения, например, случаи гибели от хитридиомикоза низинных лягушек (Lithobates yavapaiensis) в ручьях, расположенных в пустынях Аризоны (юго-запад Северной Америки). Серьёзные воздействия на популяции, ведущие к их сокращению и исчезновению, более вероятны в более прохладных и влажных регионах с меньшими колебаниями температур.
В Америке площадь территорий с подходящими для Batrachochytrium dendrobatidis условиями огромна. Наиболее подходящие здесь регионы включают места обитания, которые содержат самую разнообразную фауну амфибий в мире. Экологическими регионами с наибольшим риском распространения хитридиомикоза на американском континенте считаются: субтропический сосново-дубовый западный лес Сьерра-Мадре и Соноро-Синалоанский субтропический засушливый широколиственный лес на юго-западе Северной Америки, влажные тропические леса Веракрус на востоке Мексики, вся Центральная Америка к востоку от перешейка Теуантепек, Карибские острова, леса умеренного климатического пояса в Чили и западной Аргентине к югу от 30° южной широты, Анды выше 1000 м над уровнем моря в Венесуэле, Колумбии и Эквадоре, восточные склоны Анд в Перу и Боливии, бразильский атлантический лес, Уругвай, Парагвай, северо-восточная Аргентина и Амазония, особенно юго-западная часть амазонского дождевого тропического леса и влажные леса Мадейра-Тапахос.
Особо отмечается стремительная скорость, с которой хитридиомикоз распространяется на новых территориях. Например, в Коста-Рике в Центральной Америке это заболевание расширяло свой ареал со скоростью 30 км/год, а в Австралии ещё быстрее — 100 км/год.
Область распространения хитридиомикоза, вызываемого видом Batrachochytrium salamandrivorans, в настоящее время ограничена Европой, хотя этот грибок в небольших количествах встречается у саламандр из семейств Hynobiidae (Hynobius, Onychodactylus, Salamandrella spp.) и Salamandridae (Cynops, Paramesotriton, Tylototriton spp.) в Японии, Таиланде и Вьетнаме.

## Причины панзоотии

### Влияние изменения климата
В результате исследований возникло предположение, что причиной интенсивного распространения хитридиомикоза может быть глобальное изменение температуры. Повышение температуры усилило испарение в определённых лесных регионах, что в результате привело к образованию большего количества облаков. Предполагается, что увеличение облачного покрова, блокирующего солнечный свет, может фактически снизить дневную температуру, а ночью облачный покров служит изоляцией, способствующей повышению ночной температуры по сравнению с её нормальным уровнем. Сочетание пониженной дневной и повышенной ночной температуры может обеспечить оптимальные условия для роста и размножения хитридиевых грибков, которые имеют предпочтительный диапазон температур от +17° до +25 °C. При температуре около +30 °C и выше эти грибки погибают. Без облачного покрова, образующегося вследствие повышенного испарения, такая температура в окружающей среде достигается быстрее и легче может воздействовать на популяцию грибка.

### Использование пестицидов
Известно, что использование пестицидов способствовало сокращению популяций амфибий. В 2007 году в результате изучения влияния пестицидов на хитридиомикоз было показано, что сублетальное воздействие пестицида карбарила (ингибитора холинэстеразы) повышает восприимчивость лягушек Rana boylii к хитридиомикозу. В частности, защита от кожных пептидов была значительно снижена после воздействия карбарила, что позволяет предположить, что пестициды могут ингибировать эту врожденную иммунную защиту и повышать восприимчивость к болезням.

### Интродукция чужеродных видов и патогенов
Среди причин глобального распространения хитридиомикоза может быть также преднамеренная или случайная инвазия чужеродных видов земноводных, например, вследствие международной торговли домашними животными, такими как североамериканская лягушка-бык (Lithobates catesbeianus), которые могут быть переносчиками возбудителей этого заболевания, или попадание патогенов в окружающую среду со сточными водами, бытовыми стоками помещений, где содержатся животные-переносчики возбудителей. Примечательно, что наиболее широко распространившиеся в разных частях мира инвазивные виды земноводных — африканская гладкая шпорцевая лягушка (Xenopus laevis) и американские лягушка-бык (Lithobates catesbeianus) и жаба-ага (Rhinella marina) — невосприимчивы к хитридиомикозу, переносят его бессимптомно и могут быть переносчиками его возбудителей.

## Возбудители

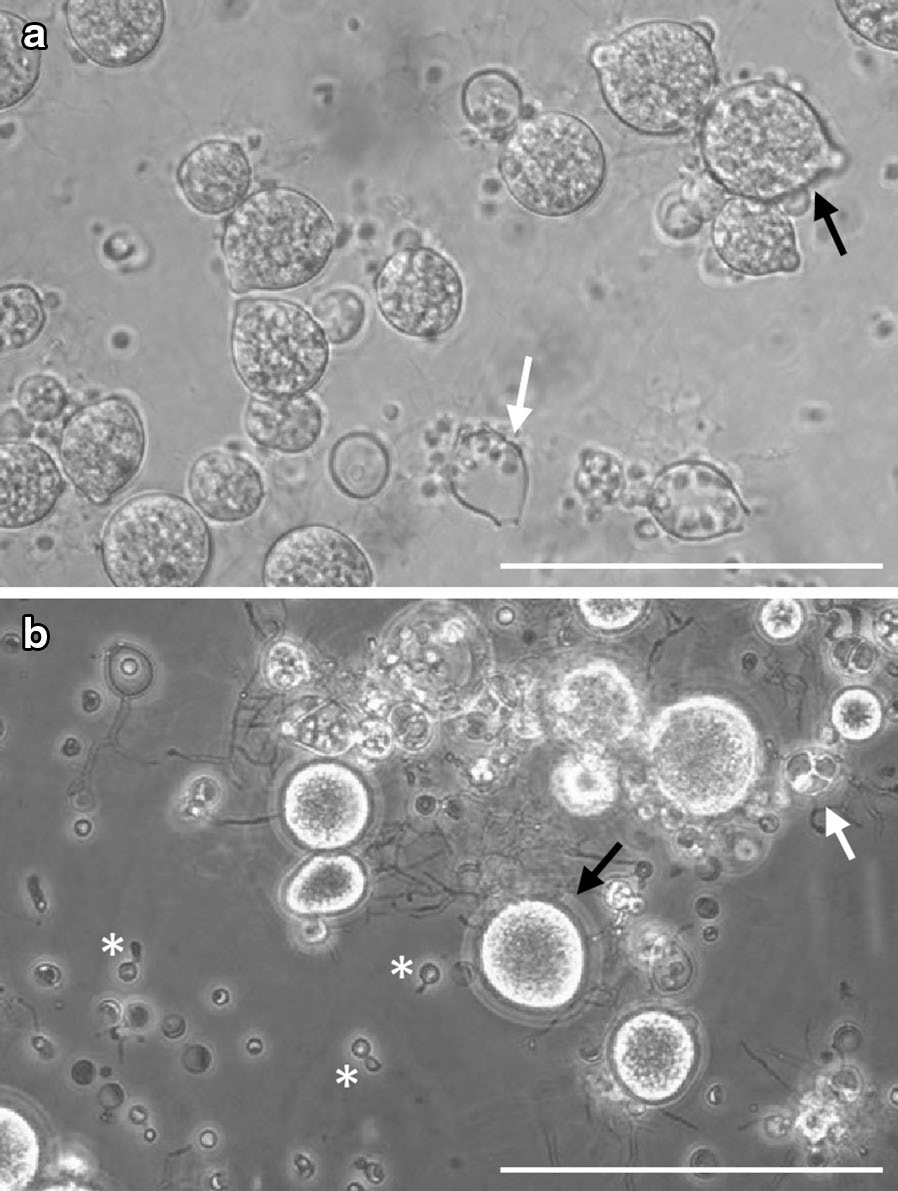
Batrachochytrium dendrobatidis (вверху, зрелая зооспорангия с зооспорами внутри показана чёрной стрелкой, пустая зооспорангия с вышедшими из неё зооспорами показана белой стрелкой) и Batrachochytrium salamandrivorans (внизу, моноцентрический таллом c единственным спорангием показан чёрной стрелкой, колониальный таллом с несколькими спорангиями — белой стрелкой, цисты зооспор с зародышевыми трубками показаны звёздочками) в культуре, длина масштабной линейки 100 мкм

Грибки рода Batrachochytrium — это микроскопические паразитические организмы, обитающие в стоячих и проточных пресных водоёмах. Это кератинофильные паразиты земноводных — хитридиомикоз, вызываемый видами этого рода, Batrachochytrium dendrobatidis и Batrachochytrium salamandrivorans, поражает преимущественно внешние слои кожи амфибий, содержащие кератин, которым они питаются, и не распространяется на более глубоко расположенные ткани. И хотя он вызывает достаточно незначительные патологические изменения, инфекция очень часто приводит к летальному исходу, поскольку кожа играет очень важную физиологическую роль в регулировании влажности и биохимических процессов в крови земноводных.
Хитридиевые грибки Batrachochytrium dendrobatidis и Batrachochytrium salamandrivorans имеют две жизненные стадии. Первая — бесполая зооспорангиальная стадия, во время которой в относительно большом сидячем зооспорангии, растущем внутри клеток эпидермиса животного-хозяина, образуются мелкие (диаметром 2—5 мкм) подвижные зооспоры. Вторая стадия начинается, когда свободноплавающие бесполые зооспоры выходят из зооспорангия и рассеиваются в окружающей среде. Один зооспорангий может продуцировать до 300 зооспор. Жизненный цикл этих грибков продолжается до тех пор, пока новые зооспоры не образуются в зооспорангии и не выходят в окружающую среду или не реинфицируют того же хозяина. В целом продолжительность жизненного цикла у обоих видов составляет 4—5 дней.
Вид Batrachochytrium dendrobatidis более теплолюбивый, его оптимальный рост наблюдается при температурах от +17 до +25 °С и кислотности среды pH = 6—7. Предполагается, что наибольшую патогенность грибок проявляет именно при этих температурах. При температуре +10 °C и ниже он растет значительно медленнее, при +25...+28 °C и выше его рост прекращается. При температуре свыше +29 °C зооспоры этого грибка погибают через неделю, а при +37 °C — в течение 4 часов. Он также плохо переносит высушивание, в полностью сухой среде абсолютно все зооспоры погибают уже через 3 часа. В связи с этим продолжительное обитание этого грибка во временных водоёмах считается маловероятным. Смертельна для его зооспор также концентрация в воде соли NaCl на уровне 5 %. В то же время, у вида Batrachochytrium salamandrivorans оптимальные температуры для роста находятся между +10 и +15 °С, даже при +5 °C он всё ещё может расти, зато температура +25 °C и выше для него смертельна. В условиях отсутствия животных-хозяев зооспоры грибка Batrachochytrium dendrobatidis могут сохранять свою жизнеспособность в озёрной воде до 7 недель, а во влажном речном песке немного дольше.
Вид Batrachochytrium dendrobatidis имеет высокую контагиозность (заразительность) и низкую специфичность, имея широкий спектр видов-хозяев среди амфибий, он поражает более 520 видов бесхвостых (лягушек и жаб), хвостатых (саламандр и тритонов) и безногих (червяг) земноводных. Поскольку зооспоры этого грибка распространяются в водоёмах, им чаще заражаются водные виды амфибий, чем наземные или имеющие сравнительно короткую личиночную стадию развития. Вид Batrachochytrium salamandrivorans, на сколько известно, вызывает хитридиомикоз только у хвостатых амфибий. Произведённые в лабораторных условиях попытки инфицировать им бесхвостых и безногих земноводных не дали положительных результатов.

## Инфицирование и развитие заболевания

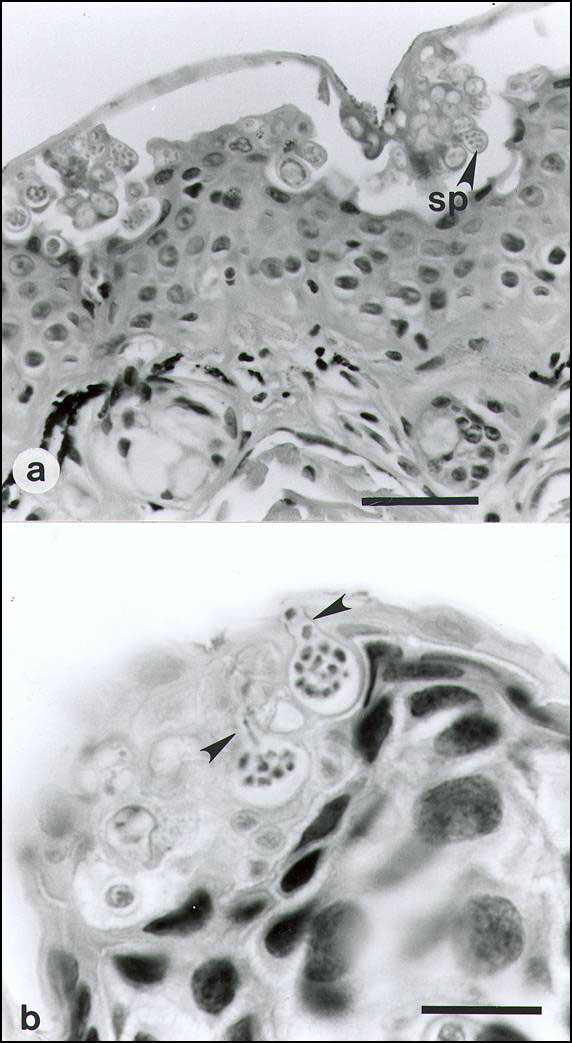
Спорангии Batrachochytrium dendrobatidis в поверхностном кератинизированном слое эпидермиса кожи амфибий, длина масштабной линейки 35 мкм

Грибок Batrachochytrium dendrobatidis является водным патогеном, при размножении он рассеивает в окружающей среде свои подвижные зооспоры, которые с помощью жгутиков передвигаются в воде, пока не достигнут нового хозяина, которого находят посредством хемотаксиса. При заражении у взрослых амфибий поражаются кератиновые клетки эпидермиса, наружного слоя кожи, у головастиков — ротовой полости. Когда животное-хозяин инфицируется, споры проникают в его кожу и прикрепляются с помощью микротрубочек. Для рассеивания зооспор и инфицирования эпидермальных клеток необходимо, чтобы поверхность кожи животного-хозяина была влажной. После заражения амфибии грибком Batrachochytrium dendrobatidis у неё может развиться хитридиомикоз, который, однако, развивается не у всех зараженных животных-хозяев. Другие формы передачи этого грибка доподлинно в настоящее время неизвестны, существуют предположения, что хитридиомикоз может передаваться через прямой контакт с хозяином или через промежуточного хозяина. Кроме того, предполагается, что зооспоры могут переноситься из одного водоёма в другой с водой, частицами влажного грунта и водных растений, различными, особенно влажными, предметами (например, рыболовными снастями), на перьях водоплавающих и околоводных птиц. Переносчиками инфекции могут быть некоторые резистентные к Batrachochytrium dendrobatidis виды амфибий и даже рептилий.
Многое о том, как Batrachochytrium dendrobatidis передаётся от одного хозяина к другому до сих пор неизвестно. После попадания в водную среду зооспоры перемещаются менее чем на 2 см в течение 24 часов, прежде чем они образуют цисту. Такое ограниченное распространение зооспор Batrachochytrium dendrobatidis позволяет предположить, что существуют какие-то пока неизвестные механизмы, с помощью которых они передаются от одного хозяина к другому.
На успешное развитие зооспор Batrachochytrium dendrobatidis влияют различные абиотические факторы окружающей среды, такие как температура, уровень кислотности воды pH, солёность и концентрация в воде различных веществ. Зооспоры грибков могут выживать в диапазоне температур +4...+25 °C и уровне pH = 6—7. В некоторых зараженных водоёмах патоген может присутствовать круглогодично. Плотность зооспор Batrachochytrium dendrobatidis в одном и том же водоёме при этом может изменяться в течение года, варьировать от 100 до 3 млн зооспор на 1 литр воды.
Развитие хитридиомикоза происходит следующим образом: зооспоры оседают на коже амфибии, проникая в более глубоко расположенные клетки эпидермиса через зародышевую трубку. После этого они быстро развиваются в спорангии, производящие новые зооспоры. Продолжительность развития спорангиев совпадает с продолжительностью дифференциации и обновления эпидермальных клеток, так что к тому времени, когда спорангии становятся зрелыми, они переносятся на поверхность кожи. Затем болезнь прогрессирует, поскольку эти новые зооспоры реинфицируют хозяина.
У пораженных хитридиомикозом земноводных развиваются следующие физиологические патологии: эпидермальная дисфункция вследствие гиперкератоза эпидермиса (утолщение кожи приводит к нарушению обмена веществ с внешней средой, который у амфибий в значительной степени происходит через кожу, животные не могут получать необходимые питательные вещества, выделять токсины и нормально дышать), снижается уровень натрия и калия в крови и клеточной плазме, развивается дисбаланс электролитов, нарушается электролитический транспорт через эпидермис. Размножение Batrachochytrium dendrobatidis в тканях кожи хозяина (часто оно не приводит к воспалительной реакции со стороны организма хозяина) приводит к нарушениям её нормального функционирования — у большинства видов амфибий при достижении количества зооспор грибка до 10 000 штук заболевшие животные не могут нормально дышать, нарушается увлажнение, осморегуляция и терморегуляция. В крови заболевших земноводных снижается уровень определённых электролитов, таких как натрий, магний и калий. Негативно влияют на здоровье хозяина также и продукты жизнедеятельности грибков, действующие как токсины, снижающие общий иммунитет животного, влияющие на пролиферацию лимфоцитов и вызывающие апоптоз клеток. Гибель больного животного наступает через несколько дней после заражения.

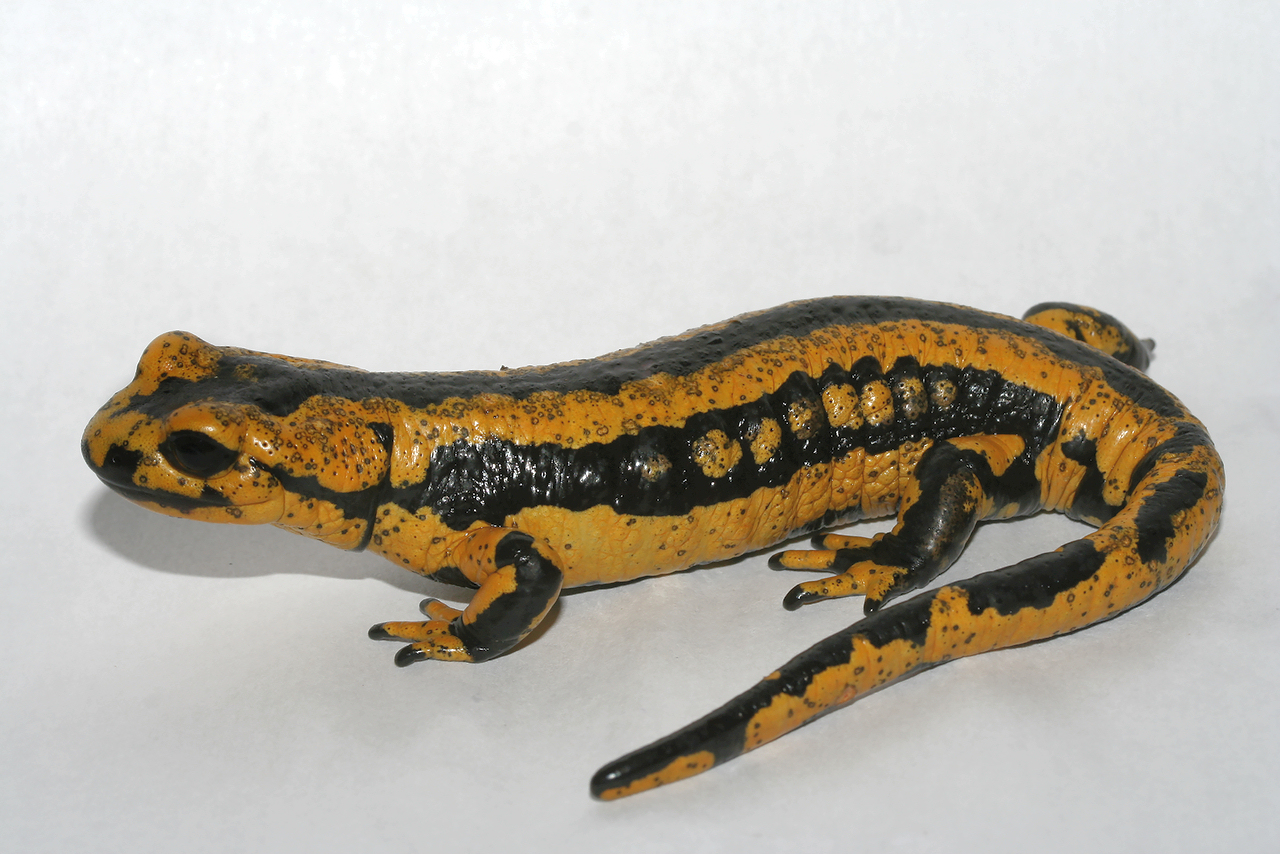
Обыкновенная саламандра, заболевшая хитридиомикозом; изъязвления видны как мелкие тёмные пятна

## Клинические признаки

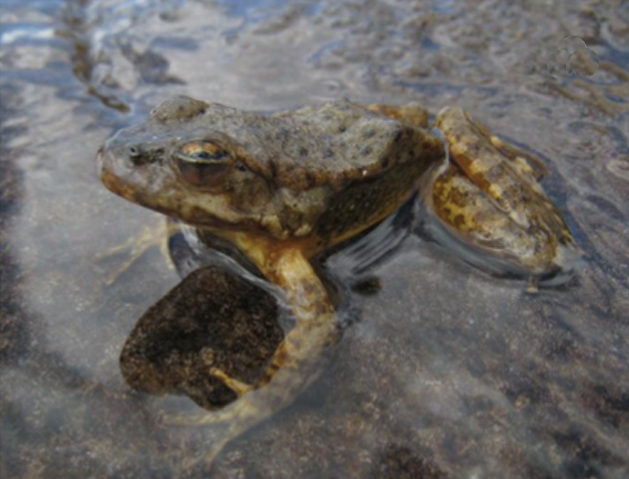
Лягушка Rana muscosa, заболевшая хитридиомикозом

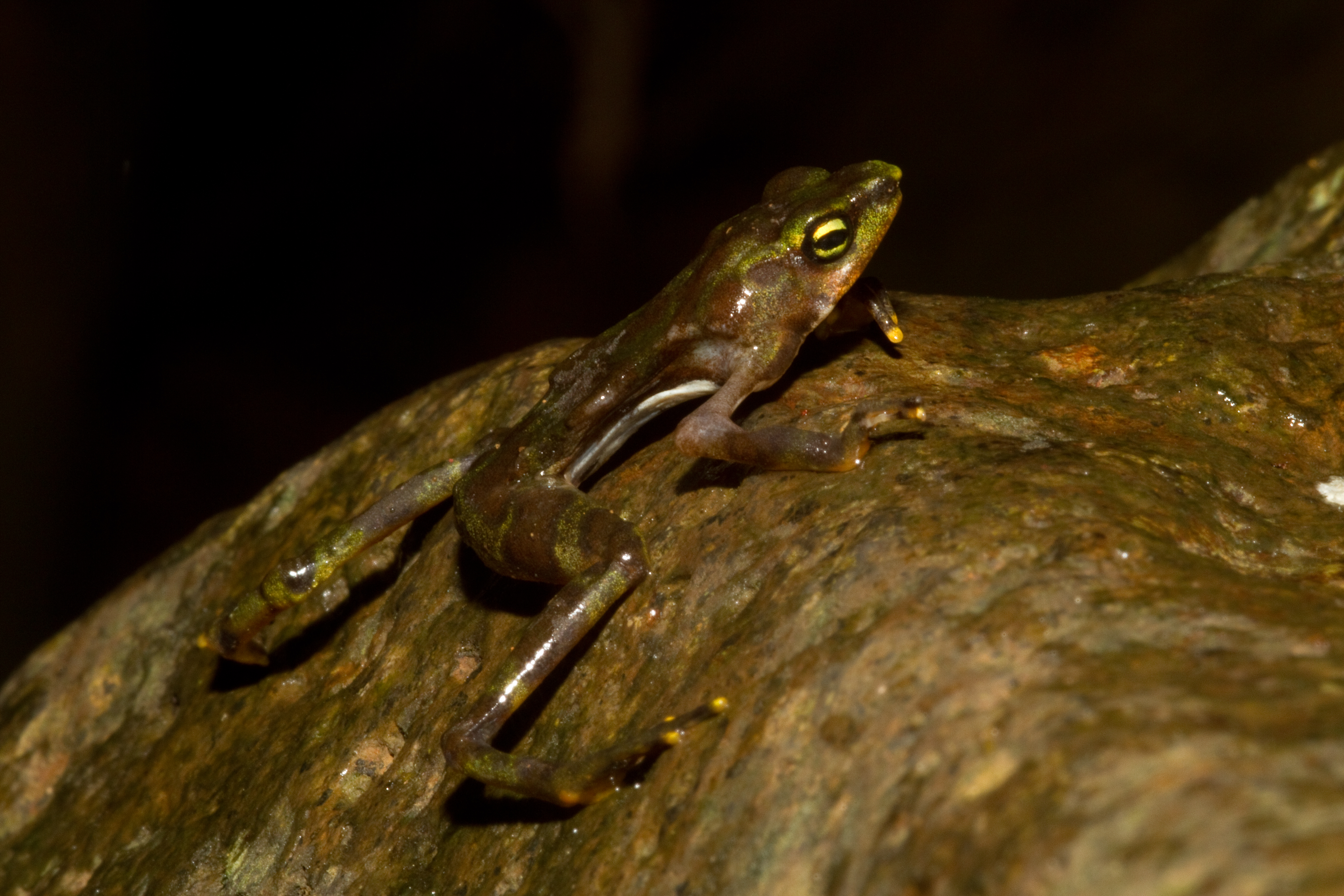
Инфицированная Batrachochytrium dendrobatidis лягушка Atelopus limosus в нехарактерной позе с широко раздвинутыми задними ногами

Хотя Batrachochytrium dendrobatidis вызывает незначительные патологические изменения, не приводя к значительным повреждениям кожи, клинические признаки у инфицированных этим патогеном амфибий достаточно разнообразны. Возможно, самым ранним признаком инфекции является анорексия, возникающая через 8 дней после заражения. Инфицированные особи также обычно находятся в вялом состоянии, их движения медленны и они отказываются двигаться даже при прикосновении к ним. У большинства видов лягушек, пораженных Batrachochytrium dendrobatidis, наблюдается чрезмерное отслаивание кожи. Куски отделившейся кожи непрозрачные, серо-белые либо желтовато-коричневые. Некоторые из этих кусков кожи прилипают к коже амфибий. Эти признаки инфекции чаще всего наблюдаются через 12—15 дней после заражения.
Наиболее типичным симптомом хитридиомикоза является утолщение кожи (гиперкератоз), которое быстро приводит к смерти инфицированных особей вследствие блокирования возможности совершать через кожу обмен веществ с внешней средой. Морфологические изменения у амфибий, зараженных грибком, включают покраснение кожи брюшной стороны тела, судороги с разгибанием задних конечностей, нарушения выпрямительного рефлекса, скопления отшелушившейся кожи по всему телу, отслоение поверхностного эпидермиса ног и других частей тела, небольшая шероховатость поверхности с небольшими метками на коже, а иногда и небольшие язвы или кровоизлияния. У головастиков Batrachochytrium dendrobatidis поражает ротовые полости, где присутствует кератин, что приводит к неправильному питанию или изменению цвета ротовой полости. Изменения в поведении могут включать вялость, неспособность отыскивать убежища, неспособность убегать, потерю выпрямительного рефлекса и неправильную осанку (например, животное может сидеть с раздвинутыми задними ногами, что не характерно для лягушек).

## Влияние на популяции амфибий
Похоже, что хитридиевый грибок амфибий лучше всего растет при температуре от +17 до +25 °C, и воздействие на инфицированных лягушек высокими температурами может их вылечить. В природе, чем больше времени отдельные особи лягушек находятся при температуре выше +25 °C, тем меньше вероятность заражения их хитридиевым грибком. Это может объяснять, почему вызванное хитридиомикозом снижение численности амфибий происходит в основном на больших высотах и в более прохладные месяцы. Кожные пептиды естественного происхождения могут ингибировать рост Batrachochytrium dendrobatidis, когда температура тела инфицированных амфибий составляет около +10 °C, позволяя таким видам, как лягушка Rana pipiens, излечиваться от инфекции примерно в 15 % случаев. Помимо абиотических факторов внешней среды, зависящих от климата и локальной погоды, риск заражения, воздействие патогена и возможность серьёзных последствий для популяции в значительной степени зависят от экологических особенностей и особенностей жизненного цикла вида-хозяина. Имеет значение также состав водной микрофауны.

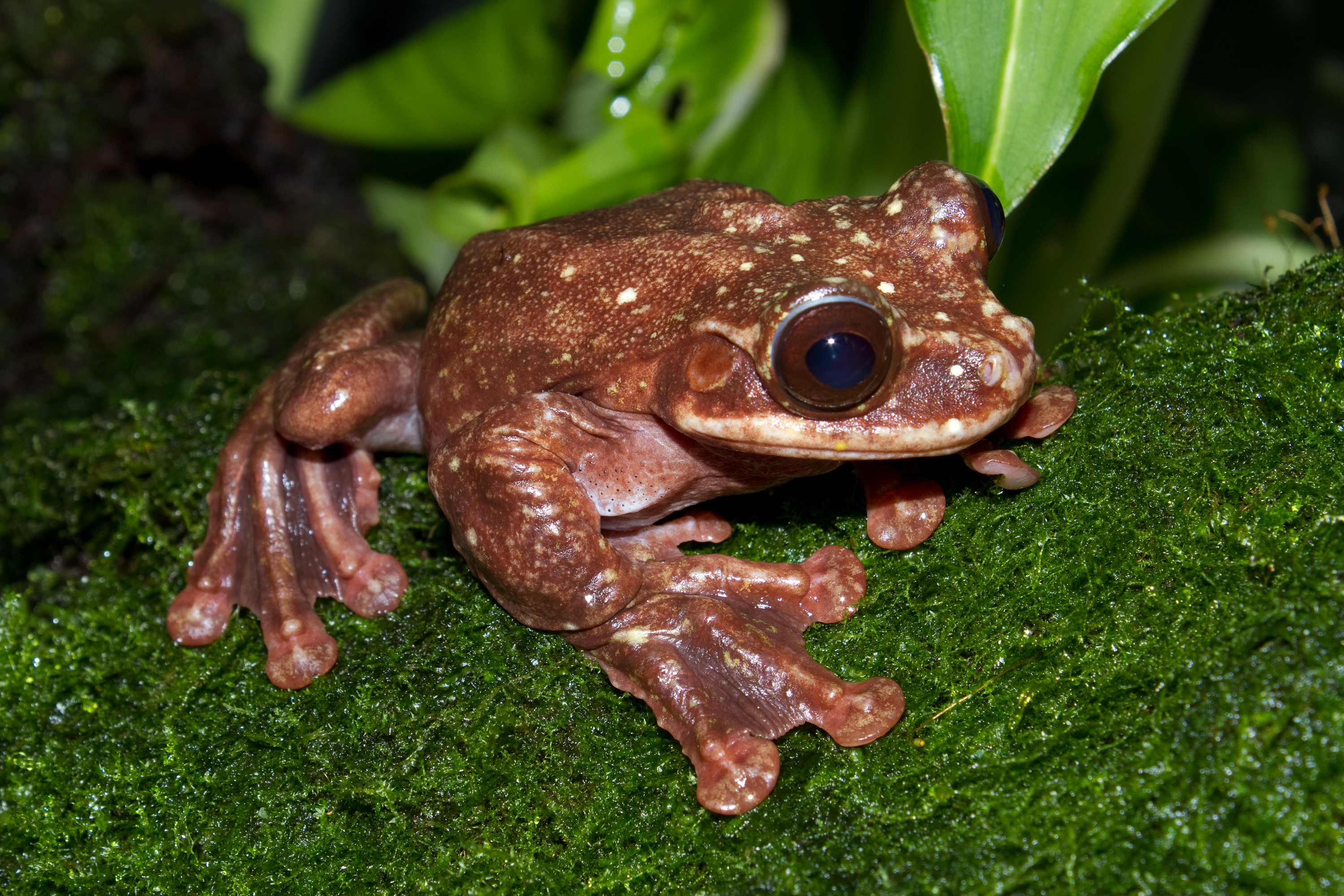
Вид лягушек Ecnomiohyla rabborum из Панамы полностью вымер вследствие эпизоотии хитридиомикоза. Последняя особь этого вида умерла в неволе в 2016 году

Несмотря на то, что грибку Batrachochytrium dendrobatidis приписывают многие случаи снижения численности амфибий, некоторые виды противостоят этой инфекции, а некоторые популяции могут выживать с низким уровнем устойчивости к заболеванию. Кроме того, некоторые виды, которые, как создаётся впечатление, противостоят инфекции, могут на самом деле содержать непатогенную форму Batrachochytrium dendrobatidis. Головастики лягушек и жаб редко погибают от хитридиомикоза; хотя у них может инфицироваться этим грибком ороговевший ротовой аппарат, заражение обычно не заканчиваются смертельным исходом до тех пор, пока после метаморфоза остальная часть кожи не станет кератинизированной и инфекция не распространится на другие части тела.
Тем не менее вызываемое грибком Batrachochytrium dendrobatidis заболевание явилось причиной значительного сокращения популяций лягушки Rana muscosa, западноамериканской жабы (Anaxyrus boreas), иосемской жабы (Anaxyrus canorus) и жабы Anaxyrus baxteri в Северной Америке и многих других видов, а такие виды, как центральноамериканская квакша Ecnomiohyla rabborum и австралийская жаба Taudactylus acutirostris, из-за хитридиомикоза полностью вымерли. Возможно, именно это заболевание привело также к полному вымиранию оранжевой жабы (Incilius periglenes) в Коста-Рике и двух видов заботливых лягушек, Rheobatrachus silus и Rheobatrachus vitellinus, в Восточной Австралии, вымерших в 1980-х годах.
Виды амфибий, которым удается пережить эпизоотию хитридиомикоза, проявляют разные постэпизоотические реакции в динамике популяций: некоторые имеют более низкую численность и меньшее распространение, а численность некоторых продолжает снижаться, они претерпевают значительную ежегодную смертность от хитридиомикоза даже спустя десятилетия после первоначального заражения. Например, ежегодная смертность квакши Litoria verreauxi alpina приводит к почти полному обновлению популяции после размножения. У некоторых видов, находящихся под угрозой исчезновения, сейчас очень маленькие популяции и для их сохранения необходимы дополнительные меры. В Австралии шесть видов были отнесены к этой категории, в том числе яркая ложная жаба (Pseudophryne corroboree), для сохранения которой необходима постоянная реинтродукция. Однако популяции некоторых восприимчивых видов восстанавливаются в численности и распространении, хотя и на более низких уровнях, чем до появления хитридиомикоза.
При инфицировании грибком Batrachochytrium salamandrivorans у европейских хвостатых амфибий очень часто наблюдается летальный исход, большинство инфицированных животных умирают в течение 2—3 недель после первого контакта с патогеном. Так, в Нидерландах и Бельгии были зарегистрированы вспышки вызванного этим возбудителем хитридиомикоза у обыкновенных саламандр (Salamandra salamandra). В результате численность местных популяций этого вида сократилась до менее 5 % от первоначальной.
В целом, хитридиомикоз явился причиной сокращения численности по меньшей мере 501 вида амфибий в течение последних 50 лет, из которых 90 видов предположительно либо подтверждённо уже вымерли в дикой природе, а численность ещё 124 видов сократилась более чем на 90 %. Общее число жертв хитридиомикоза учёные охарактеризовывают как «наибольшая зарегистрированная утрата биоразнообразия, связанная с заболеванием».
Однако по мнению некоторых исследователей, акцентирование внимания на хитридиомикозе делает усилия по сохранению амфибий опасно недальновидными. Анализ данных из Красного списка МСОП показал, что во многих случаях, когда у разных видов предполагалось это заболевание, никаких доказательств его обнаружено не было. Так, в Новой Зеландии усилия по сохранению находящейся на грани исчезновения лягушки лейопельма Арчи (Leiopelma archeyi) по-прежнему сосредоточены на излечении её от хитридиомикоза, хотя исследования ясно показали, что эти земноводные невосприимчивы к инфекции Batrachochytrium dendrobatidis и умирают в дикой природе от других, пока до сих пор не выявленных заболеваний. В Гватемале была зафиксирована гибель нескольких тысяч головастиков от неизвестного патогена, который не был грибком Batrachochytrium dendrobatidis.

## Приспособление
В результате исследования находящегося на грани исчезновения вида лягушек Mixophyes fleayi из субтропической Австралии были обнаружены намёки на возникающую эволюционную резистентность к хитридиомикозу в пораженной этой болезнью популяции. Было установлено, что некоторое восстановление численности после её снижения у разных видов лягушек в Панаме связано не с ослаблением патогена, а скорее с приобретённой в ходе эволюции генетической резистентностью к грибковой инфекции или другими приобретенными иным образом свойствами, такими как гипотетическая защитная микробная колонизация, что ещё предстоит изучить.

## Методы борьбы с возбудителем

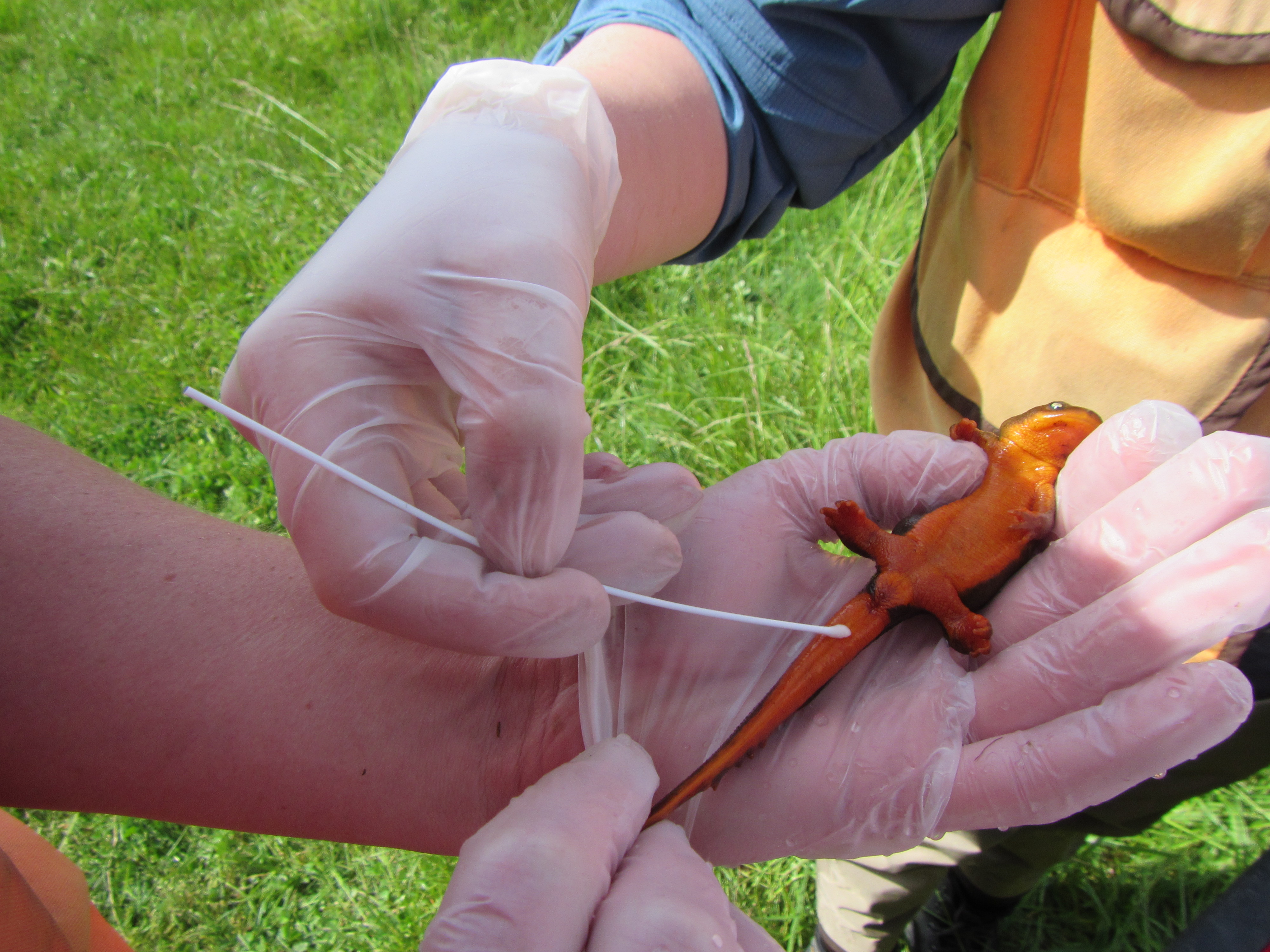
Взятие пробы на наличие Batrachochytrium salamandrivorans у Желтобрюхий тритон|желтобрюхого тритона (Taricha granulosa)

Из-за огромного воздействия грибка на популяции амфибий, были предприняты значительные исследования по разработке методов борьбы с его распространением в дикой природе. Одним из наиболее многообещающих является открытие, что амфибии в колониях, которые переживают эпизоотию хитридиомикоза, имеют тенденцию нести на своей коже более высокие концентрации бактерии Janthinobacterium lividum. Эта бактерия вырабатывает противогрибковые химические соединения, такие как индол-3-карбоксальдегид и виолацеин, которые ингибируют рост Batrachochytrium dendrobatidis даже при низких концентрациях. Точно так же бактерия Lysobacter gummosus, обнаруженная на красноспинной саламандре (Plethodon cinereus), продуцирует соединение 2,4-диацетилфлороглюцинол, которое ингибирует рост Batrachochytrium dendrobatidis.
Понимание взаимодействия микробных сообществ, присутствующих на коже амфибий, с видами грибков в окружающей среде может прояснить, почему некоторые амфибии, такие как лягушка Rana muscosa, восприимчивы к фатальному воздействию Batrachochytrium dendrobatidis, а другие, такие как четырёхпалая саламандра (Hemidactylium scutatum), могут сосуществовать с этими грибками. Было показано, что противогрибковый вид бактерий Janthinobacterium lividum, обнаруженный у нескольких видов амфибий, предотвращает воздействие возбудителя даже при его привнесении на кожу других видов амфибий, чувствительных к Batrachochytrium dendrobatidis, у которых отсутствуют эти бактерии. Взаимодействие между кожной микрофлорой и Batrachochytrium dendrobatidis может быть изменено таким образом, чтобы способствовать устойчивости к заболеванию, как было показано в исследованиях по привнесению бактерий-продуцентов виолацеина Janthinobacterium lividum амфибиям, у которых не было достаточного количества виолацеина, что позволяло им ингибировать инфекцию.
Хотя точная концентрация виолацеина (противогрибкового метаболита, продуцируемого Janthinobacterium lividum), необходимая для ингибирования Batrachochytrium dendrobatidis, окончательно не установлена, это вещество может повлиять на подверженность амфибии хитридиомикозу и вероятность летального исхода. Например, было установлено, что на коже лягушки Rana muscosa отсутствуют бактерии Janthinobacterium lividum, а концентрация виолацеина настолько мала, что не способна повысить выживаемость этой лягушки. Это означает, что противогрибковая бактерия Janthinobacterium lividum (нативная для кожи других амфибий, таких как четырёхпалая саламандра) способна продуцировать достаточное количество виолацеина для предотвращения инфекции Batrachochytrium dendrobatidis и позволяет сосуществовать с потенциально смертельным грибком.
Кроме того, было установлено также, что свободноплавающими зооспорами грибка Batrachochytrium dendrobatidis питается пресноводный зоопланктонный рачок Daphnia magna, что может позитивно влиять на динамику заражения головастиков лягушек, снижая процент заражённых особей.
Для ограничения распространения хитридиомикоза рекомендуется карантин импортированных животных в отдельных ёмкостях. При подозрении на наличие у таких животных инфекции проводится лечение с применением ванночек с фунгицидными препаратами. Кроме того, при использовании рыболовных снастей во избежание переноса возбудителей из одного водоёма в другой необходимо перед применением в новом водоёме просушивать снасти, выдерживая их сухими на протяжении минимум 4 часов, желательно при температуре выше +30°С, чего в тёплое время года часто можно достигнуть просушивая их под прямыми солнечными лучами.

## Лечение

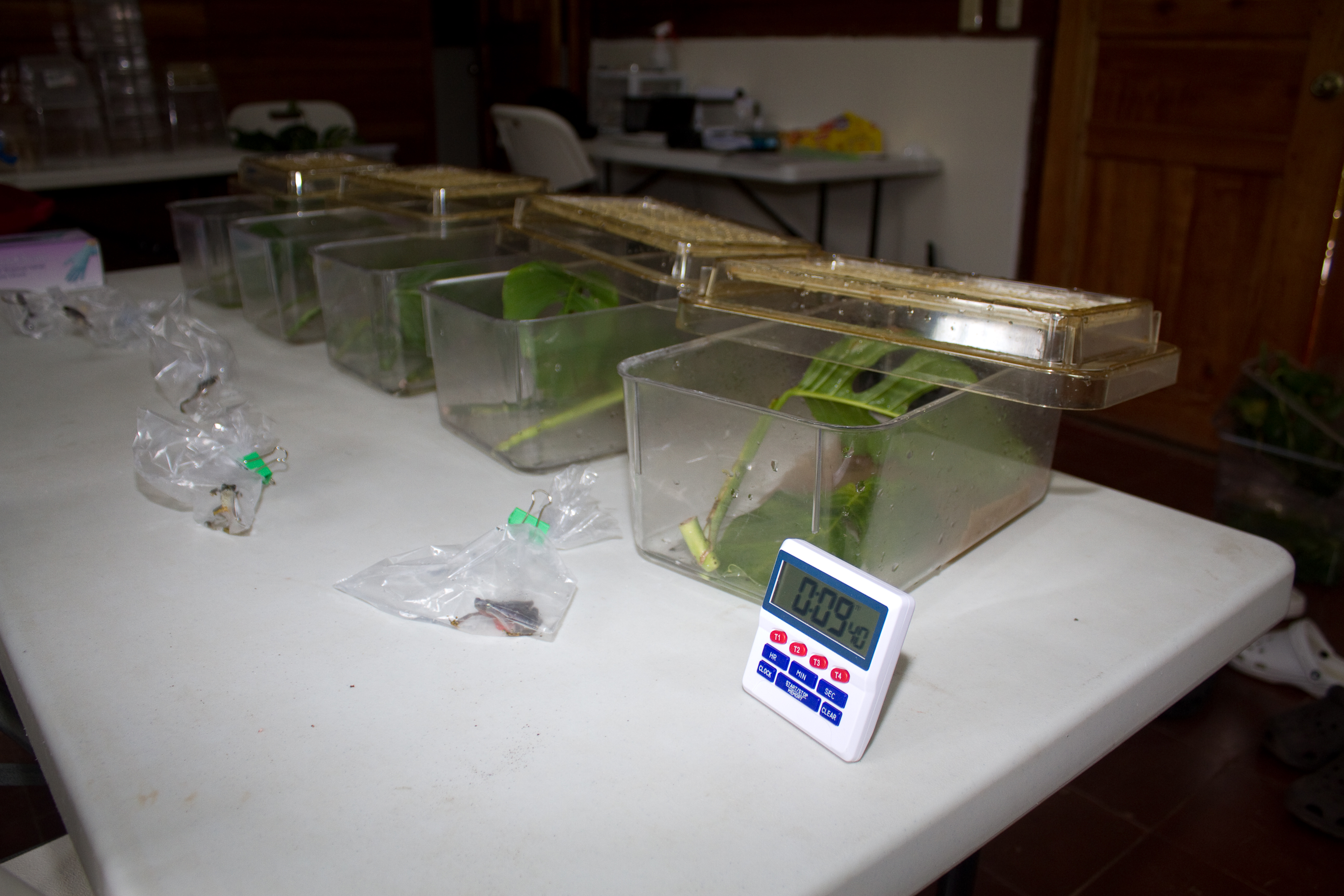
Лечение лягушек итраконазолом, наиболее широко используемым препаратом для лечения инфекции B. dendrobatidis у амфибий в неволе. Животных купают в 0,01 % растворе итраконазола в течение 5 минут в день 11 дней подряд

Для диагностики хитридиомикоза у амфибий применяются цитологические, гистологические, гистохимические, иммуногистохимические и другие методы, среди которых наиболее надёжным считается метод полимеразной цепной реакции в реальном времени (количественная ПЦР). По предположениям некоторых исследователей, возможна также первичная диагностика этого заболевания по аномалиям морфологии, например, у головастиков бесхвостых земноводных — по нарушению ротового аппарата.
Для лечения хитридиомикоза используют противогрибковые препараты (антимикотики) и терапию, основанную на воздействии повышенной температурой. Так, лягушка Leiopelma archeyi была успешно излечена от хитридиомикоза путем местного применения хлорамфеникола. Однако было установлено, что наилучшим средством для лечения инфекции Batrachochytrium dendrobatidis является азоловый противогрибковый препарат широкого спектра действия итраконазол. Он предпочтительнее по сравнению с хлорамфениколом и амфотерицином B из-за их токсичности. В частности, хлорамфеникол может вызывать лейкемию у жаб. При лечении итраконазолом животных, инфицированных Batrachochytrium dendrobatidis, сажают в ёмкости с 0,01%-ым раствором этого препарата на 5 минут, один раз в день, процедуру повторяют в течение 7—11 дней. Однако продолжительность выдерживания животных в растворе может значительно отличаться для амфибий разных групп. Так, если лягушек сажают в раствор на 5 минут, то червяг выдерживают 30 минут. После такого лечения ПЦР-анализы инфицированных особей, как правило, показывают отрицательный результат на Batrachochytrium dendrobatidis.
Для лечения инфицированных хитридиомикозом земноводных используют также азоловый антимикотик вориконазол, хорошие результаты показывает применение формалина в сочетании с малахитовым зелёным. В то же время было установлено, что вид Batrachochytrium salamandrivorans в 10 раз более устойчив к азоловым антимикотикам, чем Batrachochytrium dendrobatidis.
Однако лечение не всегда является успешным, и не все амфибии переносят его  хорошо. При использовании противогрибковых препаратов для лечения амфибий  высоки потенциальные риски, поскольку некоторые противогрибковые препараты могут оказывать негативное воздействие на кожу некоторых видов лягушек. В частности, при лечении итраконазолом бесхвостых земноводных наблюдались депигментация у головастиков и даже смертность у молодых особей, уже прошедших метаморфоз. Это сложная ситуация, потому что без лечения лягушки будут страдать от деформаций конечностей и даже погибать, а при лечении могут страдать от кожных патологий. К тому же, было установлено, что при использовании для лечения земноводных, инфицированных хитридиомикозом, антимикотиков инфекция никогда полностью не искореняется.
Для нейтрализации Batrachochytrium dendrobatidis у инфицированных амфибий используется также тепловая терапия. Лабораторные эксперименты, в которых температура тела больных особей повышалась выше верхней границы оптимального температурного диапазона Batrachochytrium dendrobatidis (который составляет от +25 до +30 °C), показывают, что грибок уничтожается в течение нескольких недель и инфицированные особи возвращаются к нормальной жизни. Так, заболевшие хитридиомикозом широкоголовые червяги (Typhlonectes natans) полностью излечивались после воздействия температурой +32,2 °С в течение 72 часов (3 суток). Однако тепловая терапия подходит не для всех земноводных, поскольку разные виды амфибий по разному переносят высокие температуры и длительное повышение температуры, необходимое для эффективного лечения, может оказаться летальным для некоторых видов.